# مرکز فرهنگ تاجیک سمرقند
مرکز فرهنگ تاجیک سمرقند (به الفبای تاجیکی: Маркази фарҳанги тоҷики Самарқанд) نام مرکزی فرهنگی در سمرقند است. پس از فروپاشی شوروی و استقلال ازبکستان، در پی سیاست‌های ازبک‌سازی دولت و عدم توجه به تاجیکان که بزرگترین اقلیت ازبکستان است زمینه‌ساز خیزش‌هایی از سوی تاجیکان شد.
در پی یکی ازین خیزش‌ها، شماری از جوانان سمرقند در سال ۱۹۹۱ به‌طور خودجوش تظاهراتی را ترتیب دادند که منجر به تسخیر ساختمانی از زمان شوروی سابق در محله قوش‌حوض سمرقند شد و آنجا را پایگاهی برای رسیدگی به امور مردم تاجیک قرار دادند. این سازمان هیچ‌گاه از سوی دولت ازبکستان به رسمیت شناخته نشد. ریاست این سازمان تا سال ۲۰۰۵ بر عهده حیات نعمت بود اما پس از حبس خانگی وی توسط دولت این مرکز به حالت نیمه‌تعطیل درآمده است.
ریاست کنونی این مرکز بعهده عبدالوهاب وحیدف، استاد زبان پارسی دانشگاه سمرقند است.